# 9 mai dans les chemins de fer
9 avril 9 juin
Chronologies thématiques
- Croisades
- Sports
- Disney

Cette page concerne les événements qui se sont déroulés un 9 mai dans les chemins de fer.

## Événements

### XIXesiècle
- 1843. France : circulation du premier train régulier sur la ligne Paris - Rouen.
- 1878. Roumanie : ouverture du tronçon Vârciorova - Piteşti sur la ligne Vârciorova -  Roman (la ligne est achevée).
- 1885. France : ouverture de la ligne Angers-La Flèche (compagnie de Paris à Orléans)
- 1887. France : ouverture de la section Marvejols-Saint-Chély-d'Apcher du chemin de fer de Marvejols à Neussargues (Compagnie des Chemins de fer du Midi)

### XXesiècle
- 1917. Djibouti-Éthiopie :  ouverture du chemin de fer franco-éthiopien.
- 1980. Suisse : signature à Berne de l'Acte final de la Conférence diplomatique réunie en vue de la mise en vigueur de la Convention relative aux transports internationaux ferroviaires (COTIF). Cette convention est entrée en vigueur le 1er mai 1985.

### XXIesiècle
- 2004. Turquie : lancement des travaux d'un tunnel ferroviaire sous le Bosphore, long de 1 600 m, dont la mise en service est prévue en 2008, et qui devrait enfin permettre de relier par rail les deux rives du Bosphore.
- 2006. Chine : le dernier train quitte la gare de Pékin-Sud avant une reconstruction de la gare. En 2008, cette reconstruction sera achevée, et la gare sera à la tête des LGV vers Tianjin et Shanghai.